# 456695 Xingdingyu
456695 Xingdingyu è un asteroide della fascia principale. Scoperto nel 2007, presenta un'orbita caratterizzata da un semiasse maggiore pari a 2,4043205 au e da un'eccentricità di 0,2139303, inclinata di 4,41829° rispetto all'eclittica.